# XII SS Korps
Het XII SS-Legerkorps (Duits: XII. SS-Armeekorps) was een Duits legerkorps van de Waffen-SS tijdens de Tweede Wereldoorlog.  Het korps was slechts in naam een SS-legerkorps, want het voerde nooit het bevel over een eenheid van de Waffen-SS.

## Krijgsgeschiedenis XII SS-Legerkorps
Op 1 augustus 1944 werd het korps opgericht in Breslau uit de restanten van het 53e Legerkorps, dat tijdens Operatie Bagration in de slag van Vitebsk was vernietigd, en Kampfgruppe von Gottberg.  De Kampfgruppe was een samenraapsel van SS- politie-eenheden, die zich met de strijd tegen partizanen hadden beziggehouden in Wit-Rusland. Het was de bedoeling dat het korps zou worden ingezet als deel van het 3e Pantserleger om de bres in de Duitse linies tussen Heeresgruppe Mitte en Heeresgruppe Nord op te vullen. Eind augustus 1944 werd het korps naar Litouwen verplaatst en het kreeg de beschikking over de 7e Pantserdivisie en de 548e Grenadierdivisie.
Nog voordat het XII SS-legerkorps volledig operationeel was, stortte het Duitse front in Normandië ineen.  Het hoofdkwartier van het korps werd overgebracht naar het Westelijke front, waar het een deel van het 1e Parachutistenleger vormde. Het was de bedoeling dat het korps de rechterflank zou vormen en SS-Obergruppenführer von Gottberg vestigde zich in Dordrecht.  Er waren echter geen gevechtstroepen beschikbaar, dus zijn hoofdkwartier fungeerde als een reserve. Na Operatie Market Garden werd het korps naar het oosten van de corridor verplaatst. Het XII SS-legerkorps kreeg de opdracht de aanvallen van het II SS Pantserkorps op de geallieerde troepen tussen Arnhem en Eindhoven te ondersteunen. Hiervoor kreeg het de beschikking over de 363e Volksgrenadierdivisie, maar deze divisie zou pas begin oktober aan het front verschijnen. SS-Obergruppenführer von Gottberg bleek ongeschikt om het korps te leiden. Generaal Kurt Student verving hem. SS-Obergruppenführer Demelhuber kreeg tijdelijk het commando en daarna nam generaal Blumentritt van de Wehrmacht, het bevel over.
Op 17 oktober 1944 werd het korps verplaatst naar het zuiden en het nam een deel van de frontsector over van het 81e Korps. Op 23 oktober 1944 begon het Duitse opperbevel met een herschikking van de legers aan het Westelijke front als voorbereiding op het Ardennenoffensief.  Vanuit Lotharingen werd het hoofdkwartier van het 5e Pantserleger overgebracht naar een positie ten noorden van Aken. Het leger werd tussen het 1e Parachutistenleger en het 7e Leger geschoven. Voor de verdediging van de sector van de Maas tot Aken kreeg het leger de beschikking over het XII SS-legerkorps en het 81ste legerkorps. Het pantserleger begon met de aanleg van een verdedigingslinie, die zich uitstrekt van de Maas tot aan de Roerdammen. Gedurende drie weken werkten de soldaten, leden van de Organisatie Todt, burgers en leden van de Hitlerjugend aan een linie, bestaande uit mijnenvelden, anti-tankgrachten, loopgraven, bunkers, machinegeweernesten en versterkte geschutsopstellingen.
Als voorbereiding voor het offensief in de Ardennen werd in de tweede week van november 1944 het hoofdkwartier van het 5e Pantserleger verplaatst naar het zuiden. In het diepste geheim kwam het hoofdkwartier van het 15e Leger vanuit Nederland en het kreeg de verantwoordelijkheid over de sector tussen Aken en de Maas. Het XII SS-legerkorps, bestaande uit twee divisies, vormde de noordelijke vleugel van het leger en het verdedigde een sector met een lengte van 35 kilometer tussen de Maas tot aan Loverich. De 176e Infanteriedivisie, bestaande uit 5.000 manschappen, bevond zich tussen de Maas en Hatterath. De 183e Volksgrenadiersdivisie met een sterkte van 8.000 soldaten bevond zich in de vallei van de Wurm, waarbij de verdediging zich voornamelijk rond Geilenkirchen concentreerde. Generaal Blumentritt verwachte een aanval door de Wurm vallei naar het noorden en hij plaatste zijn reserve ten noorden van Geilenkirchen. Deze reserve werd gevormd door de Schwere Panzer-Abteilung 506, bestaande uit 31 Tijgertanks, en de Schwere Panzerjäger-Abteilung 559, bestaande uit 21 StuG III’s. 
Voor de geallieerden hun opmars naar de Roer konden hervatten, moesten ze de uitstulping rond Geilenkirchen vernietigen. Op 18 november 1944 begon het Britse 30e Korps met Operatie Clipper.  De 84e Amerikaanse Infanteriedivisie viel de Duitse stellingen ten oosten van de stad aan. Tanks voorzien van een vlegel creëerden een doorgang door de mijnenvelden. De Amerikanen veroverden enkele bunkers en tegen de avond hadden ze de heuvels ten oosten van de stad stevig in handen. Meer naar het westen had de 43e Britse Infanteriedivisie nog minder tegenstand ontmoet. Gesteund door zware Churchill tanks vernietigde de infanterie de Duitse bunkers en sloeg een bres in de Duitse verdediging. Rond middernacht bereikten de Britten Tripsrath en was Geilenkirchen bijna omsingeld. De volgende dag wierp generaal Blumentritt zijn reserves in de strijd. De Duitse tanks vielen Prummern aan. Het kwam tot hevige gevechten, maar de Amerikanen sloegen de aanval af. Geilenkrichen viel op 19 november in geallieerde handen, maar de stad was grotendeels verlaten door de verdedigers. Door de hevige tegenstand was de geallieerde opmars door de Wurm vallei vertraagd. De Duitse grenadiers verdedigden hardnekkig hun posities. Op 20 november veroverden de geallieerden Suggerath.  e regen hielp de Duitse verdedigers en op 22 november annuleerden de geallieerden hun offensief in de vallei. Ze verplaatsen hun aanval naar de sector van het 81e Korps.
Begin januari 1945 verdedigde het korps, nog steeds bestaande uit twee volksgrenadiersdivisies, de frontsector tussen Roermond en Linnich.  Na de Duitse nederlaag in het Ardennenoffensief besloten de geallieerden de Duitse troepen over de Rijn terug te drijven.  Het Britse 12e Korps kreeg de opdracht om de zogenaamde Roermond driehoek te zuiveren. Eén pantserdivisie en twee infanteriedivisies vielen op 14 januari 1945 de stellingen van het XII SS-legerkorps aan. Op 27 januari 1945 trokken de Duitsers zich terug.   Op 8 februari 1945 bliezen de Duitsers de Roerdammen op en het water begon te stijgen, waardoor de geallieerde opmars tot stilstand kwam. Gedurende twee weken was het niet mogelijk om de rivier over te steken. Hitler gaf echter geen toestemming om zich terug te trekken.
Het XII SS-legerkorps vormde de noordelijke vleugel van het 15e Leger. De twee volksgrenadiersdivisies werden versterkt met de Panzer Lehrdivisie en de 338ste infanteriedivisie, maar beide divisie hadden nauwelijks de sterkte van een regiment. Tijdens Operatie Grenade stak het Amerikaanse 9e Leger de Roer over en het Duitse front ten westen van de Rijn stortte ineen. Nadat de geallieerden de Rijn hadden overgestoken, werd het XII SS-legerkorps samen met de rest van Legergroep B omsingeld en het capituleerde op 16 april 1945.

## Commandanten[1]
| Rang                                                        | Naam                      | Begin           | Eind            | Opmerking                                 |
| ----------------------------------------------------------- | ------------------------- | --------------- | --------------- | ----------------------------------------- |
| SS-Obergruppenführer en Generaal in de Waffen-SS            | Matthias Kleinheisterkamp | 1 augustus 1944 | 6 augustus 1944 |                                           |
| SS-Obergruppenführer en Generaal in de Waffen-SS en Politie | Curt von Gottberg         | 6 augustus 1944 | 18 oktober 1944 | Vanwege ziekte ontheven uit zijn functie. |
| SS-Obergruppenführer en Generaal in de Waffen-SS            | Karl Demelhuber           | 18 oktober 1944 | 20 oktober 1944 | (m.d.st.F.b.)                             |
| General der Infanterie                                      | Günther Blumentritt       | 20 oktober 1944 | 20 januari 1945 |                                           |
| Generalleutnant                                             | Fritz Bayerlein           | 20 januari 1945 | 29 januari 1945 |                                           |
| Generalmajor                                                | Eduard Crasemann          | 29 januari 1945 | 16 april 1945   |                                           |

Op 27 februari 1945 werd Eduard Crasemann tot Generalleutnant bevorderd.  Op 16 april 1945 gaf hij zich over aan de Britse troepen.  Tijdens zijn gevangenschap werd hij op 20 april 1945 nog bevorderd tot General der Artillerie.

## Afkorting
- mit der stellvertretende Führung beauftragt (m.d.st.F.b.) - vrije vertaling: met het plaatsvervangend leiderschap belast